# Những cô dâu nhà họ Khang
Những cô dâu nhà họ Khang (tiếng Trung: 外來媳婦本地郎, Hán-Việt: Ngoại lai tức phụ, bản địa lang) là một bộ phim truyền hình hài kịch tình huống do Đài Phát thanh Truyền hình Quảng Đông đầu tư sản xuất từ năm 2000 tới nay.

## Lịch sử
Thành phố Quảng Châu đầu thế kỷ XX là trung tâm cách mạng công nghiệp của toàn miền Hoa Nam. Cuộc cải cách khai phóng do chính phủ trung ương Trung Quốc phát động đã sớm biến một cảng thị cổ kính lạc hậu thành cánh cửa thông thương với khắp năm châu. Kinh tế phát triển rầm rộ kéo theo dòng người mọi miền đổ về làm đổi hẳn nếp sinh hoạt cố hữu.
Vì thế, từ đầu năm 2000, Đài Phát thanh Truyền hình Quảng Đông quyết định ủy thác Trung tâm Chế tác Phim truyền hình (nay cải danh là Công ty TNHH Truyền thông Quảng Đông) trực thuộc Đài thực hiện loạt phim phản ánh những tác động mãnh liệt của trào lưu công nghiệp hóa đối với nếp sinh hoạt gia đình Quảng Đông, để qua đó phác thảo dần sự biến đổi của phong tục tập quán địa phương ở hậu hiện đại.
Theo chủ kiến của kịch tác gia, nhan đề phim là Ngoại lai tức phụ bản địa lang (phát âm tiếng Quảng Đông: [Ngoh dik da gau fu mo], tiếng Anh: Migrant wives and local husbands, tiếng Pháp: Des femmes migrantes et des hommes locaux), đề cập một hiện tượng phổ biến trong xã hội Lưỡng Quảng những năm sau văn cách, đó là tình trạng thừa nam thiếu nữ buộc các gia đình phải tìm mọi cách cưới vợ miền ngoài cho con trai để duy trì hương hỏa. Điều này dẫn tới hệ lụy là xã hội Quảng Đông hiện đại xuất hiện ngày càng nhiều gia đình đa văn hóa và sắc tộc. Bởi vậy, bộ phim muốn truyền tải vấn đề này thông qua góc nhìn trào lộng.

## Nội dung
Nhà ông bà Khang đã sống lâu năm ở khu phố cổ thuộc lộ Tây Loan quận Lệ Loan, mà nghe đâu tổ tiên ông bà lại ở khu Thuận Đức, Phật Sơn. Nhà đã chật, mà nay bốn ông con trai lại rước về bốn cô vợ ngoại lai, rồi thì chia nhà ra để cư ngụ trong thời buổi bất động sản leo thang, rồi thì sinh con đẻ cái.
Sinh hoạt đại gia đình ba thế hệ càng lúc càng hỗn tạp vì đông miệng ăn, mà cuộc sống mưu sinh chẳng nể vì ai bao giờ. Thế nhưng trong cảnh khổ của thời cuộc, những con người cũ mới trong nhà họ Khang vẫn gắng chia ngọt xẻ bùi, biết dàn hòa những mâu thuẫn. Giá trị của tiếng cười là những bài học về tình người, về đạo đức xã hội và tình cảm gia đình.
| Nhà họ Khang (康家家庭成員)                 | Danh tính        | Lai lịch |
| ------------------------------------------- | ---------------- | --- |
| Cung Cẩm Đường                              | Khang Nhi Thọ    | 康伯、財神康、老康、阿寿（白谷靜專稱）、老竇 1935年出生 康家一家之主，王玉莲之夫 退休酒楼会计师，出身在西关世家。精打细算，吝嗇、愛面子、過份專制 康祈光、康祈宗、康祈耀、康祈祖之父 常香蘭、蘇妙嬋、黃菲之家翁 康天庥、康天佑、康枝子、康保罗之祖父 因演員年紀漸長，近年已逐漸減少演出，劇情上則安排兩老遷入老人院居住，而片尾的演出名單從2019年起由主演改為友情客串。 |
| Hoàng Cẩm Thường                            | Vương Ngọc Liên  | 康婶、康师奶、媽子、南海麻雀（白谷靜偶稱，僅用於第210集） 康而寿之妻 1940年於佛山南海县出生 家庭妇女，性格厚道，有点糊涂、健忘 康祈光、康祈宗、康祈耀、康祈祖之母 常香蘭、蘇妙嬋、黃菲之家姑 康天庥、康天佑、康枝子、康保罗之祖母 因演員年紀漸長，近年已逐漸減少演出，劇情上則安排兩老遷入老人院居住，而片尾的演出名單從2019年起由主演改為友情客串。 |
| Mao Vịnh Chi (Mao Lâm)                      | Khang Nhi Lệ     | CoCo 康而寿同父异母的妹妹 康家四兄弟之姑姑 康天庥、康天佑、康枝子、康保罗之姑婆，羅飛雁之姑婆 1988年出生 来自香港，是康而寿后母之养女，任性贪玩，天资聪敏，爱指挥别人，喜爱潮流，在就读的学校中经常表现不佳而遭班主任训斥 2004年第635集《香江情緣（一）》起出场，2008年后离开康家返港，2013年始返回廣州定居而重新登场，后为列有银之女友，最後於2019年的《大灣區的海上情緣（四）》中結婚。 |
| Ngô Hải Kiệt                                | Liệt Hữu Ngân    | 有銀哥 列全德之子 列家诚之侄子 列家村村民 康而壽、王玉蓮之妹夫，康家四兄弟之姑丈，康天庥、康天佑、康枝子、康保罗之姑丈、羅飛雁之姑丈 2010年於1748集《新紥街坊（上）》起出場，康而丽之男友，2011年《当公主遇上王子》和COCO初遇，2013年第2364集《情定迪士尼（下）》擦出爱火花。 於2019年的《大灣區的海上情緣（四）》中與康而麗結婚 现与康而丽，康天庥开设"朋友圈"咖啡厅，三名都是合夥人。 |
| Tô Chí Đan                                  | Khang Kì Quang   | 阿光、Uncle光、老表光、番薯光 1960年出生 康而寿、王玉莲之长子 康祈宗、康祈耀、康祈祖之兄 蘇妙嬋、黃菲之大伯 常香兰之夫，於第5集《老大當婚》中結婚 康天佑之父 康天庥、康枝子、康保羅之大伯父 初時在皮革廠工作, 後來被解僱後到學校門口及開舖賣牛雜, 前康記士多老闆, 前美人廣告有限公司公關部經理, 前汝好茶餐厅（后改名为一家人餐厅）员工，曾為髮廊老闆 为人老实、内向，时常被自己的弟弟康祈宗整蛊，几乎家里的器物维修和体力劳动都由其代劳，也常有受骗上当的经历，但也有时候做对事情, 愛看足球, 現為荔湾人家旅馆老闆之一，在孱仔明報復旅館後成為防火安全责任人。 於2581集《蘭光快遞（上）》和常香蘭設立蘭光快遞，並擔任老闆，設立原意為小區裏不方便的老人代取快遞。 |
| Đinh Linh                                   | Thường Hương Lan | 香蘭 1975年出生 康而壽、王玉蓮之大媳婦 康祈光之妻 康祈宗、康祈耀、康祈祖之大嫂 蘇妙嬋、黃菲之妯娌 康天佑之母 康天庥、康枝子、康保羅之大伯娘 前汝好茶餐厅（后改名为一家人餐厅）员工，曾為髮廊老闆娘，後成為蘭光快遞老闆娘 来自河南三門峽市郊區的來粵打工妹，机灵、能耐、工作力強，纯朴善良，有时会对自己有自卑感 說中原官話，能完全听懂和說簡單的幾句廣州話 於2581集《蘭光快遞（上）》和常香蘭設立蘭光快遞，並擔任老闆，設立原意為小區裏不方便的老人代取快遞。 |
| Trương Văn Bác                              | Khang Thiên Hựu  | 天佑 康而寿、王玉莲之次孙 康祈光、常香兰之子 康天庥之堂弟 康枝子、康保罗之堂兄。 2002年第281集《老闆駕到》中出生。 出生後先在香兰娘家生活，后回到广州与康家生活。 张纹博於2019年到澳洲留學而離開劇組，劇組其後發起試鏡找新演員 |
| Quách Sướng (2000-6) Châu Hiểu Tân (2007-9) | Khang Kì Tông    | 阿宗、宗仔、宗哥、老表宗、墨鱼宗、坑渠宗 1962年出生 2009年去世 康而寿、王玉莲之二子 蘇威艾、何二芳之女婿 康祈光之弟 康祈耀、康祈祖之兄 苏妙婵之夫 蘇貴元之姐夫 蘇喜兒之姑丈 康天庥之父 康枝子、康保羅之二伯父 康天佑之二叔 罗飞雁之家翁 汝好茶餐厅（后改名为一家人餐厅）老闆 体户，前裕興五金店老闆，高中毕业，常把没有文化这种说辞挂在嘴边。能说会道，有些狡猾，常和苏妙婵一起被街坊邻居乃至自家人都称之为「市侩」。为人怕吃亏，对不同的事情总能想到许多奇奇怪怪的计谋（但有時反而会弄巧成拙）。经常外出与北方人做生意 粵語形容：又黑又瘦又鞋抽，掟出門口狗都唔候（又黑又瘦像個鞋拔，扔出門口狗都不看一眼） 最初角色由郭昶飾演，但郭昶在2006年6月不幸因胃癌病逝，生前治療時劇情安排阿宗出國做生意，僅在打電話時以聲音演出 2007年8月4日由新演员周曉濱继续扮演此角色，劇情以阿宗整容後回國作為安排，可惜不獲觀眾接受，恶评如潮。2009年周曉濱离开剧组 其後劇情安排阿宗因在天堂岛觸犯當地風俗禁忌，被迫娶當地女子而委派律師與苏妙婵辦理离婚，定居天堂岛 最終劇情安排阿宗實際在2009年查出患上絕症，因不想增加妻子和家人的負擔，故前往天堂島度過餘生，更編作出上述因由與蘇妙嬋離婚，最後在天堂島離世。其後康而壽和王玉莲前往天堂島帶返其骨灰回到順德鄉下安放，保守該秘密長達十年。生前留下一封信給兒子天庥 為本劇中第二個交待去世的角色，更是唯一去世的主要角色 |
| Hổ Diễm Phân                                | Tô Diệu Thuyền   | 阿婵、倀雞嬋、鱼腩婵、蘇炒嬋（康祈宗偶稱，僅用於第588集） 康而壽、王玉蓮之二媳婦 康祈宗之妻 康天庥之母 康祈光之弟婦 康祈耀、康祈祖之二嫂 常香蘭、黃菲之妯娌 康天佑之二嬸 康枝子、康保羅之二伯娘 苏威艾、何二芳之女 苏贵元之姊 吴多美之大姑奶 羅飛雁之家姑 蘇喜兒之姑媽 汝好茶餐厅（后改名为一家人餐厅）老板娘，搬去列家村后成为唐汤堂的老板娘（入股唐汤堂），现为荔湾人家旅馆老板娘 来自潮汕地区（具体地区不明，剧中曾多次提到其来自汕头或潮州），常被称之为「市侩」，对钱财特别紧张，对赚钱做生意十分精明务实，喜欢贪小便宜。 雖已與康祈宗離婚，但仍留在康家居住，與列家誠有過短暫交往 同時能操流利潮州話和廣州話，但日常生活上（包括與父母的對話）都只說廣州話。 |
| Lý Tuấn Nghị                                | Khang Thiên Hưu  | 天庥、庥仔、虾饺庥 康而寿、王玉莲之长孙 苏威艾、何二芳之外孙 苏贵元之外甥 康祈宗、苏妙婵之子 羅飛雁之夫 康天佑、康枝子、康保罗之堂兄 蘇喜兒之表兄 1992年於汕頭市出生 起名字因"庥"字是生僻字故有时被人误读成"康天麻"。 出場時為小學生，經歷中學、大學和步入社會，一直出演至今，经常调皮捣蛋、是被宠坏的孩子。有时因为与家长意见不合会闹翻脸。 曾在中學時期改過Wenson、Simon等英文名。現英文名為George，取自第65集。 現為朋友圈咖啡廳的老闆之一。 2018年尾前往維加斯而認識羅飛雁，後開始交往，在2019年结婚。 |
| Lưu Oánh Oánh                               | La Phi Nhạn      | 阿雁、飛雁 康天庥之妻 康而寿、王玉莲之长孙媳婦 苏威艾、何二芳之外孙媳婦 康祈宗、苏妙婵之媳婦 康天佑、康枝子、康保罗之堂嫂 蘇喜兒之表嫂 來自巴西的華裔，能操流利普通話和廣州話 2018年尾出場，在維加斯認識康天庥，後開始交往，在2019年结婚。 |
| Bành Tân Trí                                | Khang Kì Diệu    | 阿耀、康科長、康主任、老表耀、鹌鹑耀 於2002年第345集《千里共嬋娟（三）》提及其30歲，所以推算為1972年出生（因劇中多次表示耀於雞年出生，故另一說是1969年）出生 康而寿、王玉莲之三子 康祈光、康祈宗之弟 康祈祖之兄 胡幸子之前夫 黄菲之夫 康枝子之父 康天庥、康天佑之三叔 康保羅之三伯父 某机关单位的主任 电大毕业生，为人幽默，有点官瘾，常在家发布政府新闻或者解读报刊新闻材料。 |
| Lưu Đào                                     | Hồ Hạnh Tử       | Cổ Nguyệt Hạnh Tử（tiếng Nhật: ふるつき さちこ Furutsuki Sachiko） 於2002年第345集《千里共嬋娟（三）》提及其28歲，所以推算為1974年出生 康祈耀之前妻，於第346集《千里共嬋娟（四）》 離婚。 康枝子之生母 来自上海，漂亮、精明，总认为广州是"乡下"（上海民俗认为之外埠），后因要赴日本发展而与康祈耀离婚，在日本誕下和康祈耀之女枝子 2001年因刘涛寻求发展而离开剧组，劇組安排劉濤於148集《留學東瀛（下）》以去日本進修留學為名離開劇組，2002年客串第343～346集《千里難嬋娟系列》，之後正式離開劇組，其後由第三輯至第六輯起全部均在康家各成員中提及。 |
| Tiền Oánh                                   | Hoàng Phi        | 阿菲、菲菲 政府机关公务员，与康祈耀同一单位工作，現為工會主任 康祈耀之下属，曾經不和，後於第524集《不是冤家不聚頭（六）》和好，更於644集《阿耀的婚事（下）》結婚，婚後十分恩愛，凡是吵架都不超過三天。 康而壽、王玉蓮之三媳婦 康祈光、康祈宗之弟婦 康祈祖之三嫂 常香蘭、蘇妙嬋之妯娌 康枝子之養母 康天庥、康天佑之三嬸 康保羅之三伯娘 来自四川，但因自幼在广州长大，故此讲很流利的广州话。爱斤斤计较观念常有与其他人不合的地方, 數次被迫為自己和康祈耀不被誤會做貪污官而掉下或故意弄污名牌物件 2003年第485集《好女難嫁（上）》起出场。 |
| Hà Văn Nhân                                 | Khang Kì Tử      | 枝子（tiếng Nhật: えだこ Edako）、Gigi 康而寿，王玉莲之三孙女 康祈耀、胡幸子之女 黄菲之养女，对康枝子视如己出。 康天庥，康天佑之堂妹。康保罗之堂姊 日本出生，後回到廣州與康家生活 2006年第1085集《天外來客（上）》起出场 何文茵於2019年因到美國留學離開劇組，劇組其後發起試鏡找新演員 |
| 徐若琪                                      | 康祈祖           | Mark、阿祖（Joe）、老表祖、缩骨祖 1974年出生 康而寿、王玉莲之幼子 康祈光、康祈宗、康祈耀之弟 康天庥、康天佑、康枝子之孻叔 康保羅之父 戴希臣之前女婿 戴安娜之前夫 康保罗之父 喜洋洋影视公司核心职员，直到2019年由牛哥退休後成為老闆 暨南大学毕业生主持MBA，曾是外畫企白领，是个充满现代化气息的青年，交友广泛，鬼点子多，常出鬼主意整蛊同事，因而也经常被同事整蛊报复 2017年与戴安娜离婚。 |
| 郝莲露                                      | 戴安娜           | Diana 戴希臣之女 康祈祖之前妻 康保罗之生母 外企雇员 1974年出生 来自美国加州，为人有爱心，但也容易受骗。因文化差异经常对康祈祖和康家的生活习惯和教子方式等意见不合。在初時，據康祈祖所說，她己婚，亦為他的MBA老師，但其實是謊言。在美國有家族墓園, 康祈祖曾幻想自己也會葬在那裏 2017年因演員郝莲露離開劇組，劇情隨之安排戴安娜与康祈祖於2017年第3195集《離婚之謎》离婚， 並於第3219集《和你前妻做朋友（下）》後離開劇組，於2018年第3429～3432集《錦繡前程系列》中客串，拍攝完畢後正式離開劇組。 |
| 王辰（2002年-2007年） 谢恩（2007年至今）    | 康保罗           | 保罗仔、Paul（希臣專用） 康祈祖、戴安娜之子 戴希臣之外孙 康而寿，王玉莲之孻孙 康天庥，康天佑，康枝子之堂弟 2003年第481集《住家男人（上）》提及在美國出生，同集後半部分出場。 |
| 林星云                                      | 王文炳           | 阿炳、表哥炳、炳表哥、老表炳、王總、豬頭炳 1954年出生 来自顺德 王玉莲的侄子，康家四兄弟的表哥 說話相比康家而言，帶有比較強烈的顺德口音 2001年第71集《表哥出城（上）》起出場 李彩娥之夫 不時以不同職業身份出現康家面前, 甚至會騙康家的財產, 被康家責罵。 |
| 廖冬梅                                      | 李彩娥           | 阿娥 王文炳之妻，於2010年第1811集《懵炳的悲劇（二）》離婚,現和王文炳已於2014年2662集《阿娥整容記（下）》復婚，離婚前與王文炳共同擁有一豬場。 於2001年第175集《超生遊擊隊（上）》出場，當年因第三胎超生，為躲避政府管理打擊，曾化名「石少娥」。 逃了由天堂鎮開往廣州長途巴士失事一劫後整容回康家,但為了王文炳重整回原貌，後再與王文炳復婚。 |
| 卢海潮                                      | 蘇威艾           | 蘇Sir、蘇先生、father/花打（康祈宗、蘇妙嬋、蘇貴元、吳多美專稱） 康祈宗之岳父 蘇妙嬋、苏贵元之父 康天庥之外公 吴多美之家翁 蘇喜兒之祖父 2003年第475集《岳父光臨（上）》起出场 名字是於2006年1084集《越南情人（下）》提及。 名字普通話諧音：蘇維埃 |
| 卢秋萍                                      | 何二芳           | 蘇師奶、mother/媽打（康祈宗、蘇妙嬋、蘇貴元、吳多美專稱） 康祈宗岳母 蘇妙嬋、苏贵元之母 康天庥之外婆 吴多美之奶奶 蘇喜兒之祖母 2003年第413集《岳母駕到（上）》起出场 名字是於2006年1084集《越南情人（下）》提及。 |
| 陈坚雄                                      | 苏贵元           | 阿Dee、肥仔（吳多美專稱） 苏威艾、何二芳之幼子 苏妙婵弟弟 吴多美之夫 蘇喜兒之父 講粵語時相較於其他蘇家成員帶較濃的潮州口音 性格上較為大男子主義 曾與苏妙婵姐弟情良好，後因误解苏妙婵之意而一直不和，幸最終和好 姐弟關係不和後聯同吳多美自組潮州菜館與一家人餐廳抗衡，於2006年1062集《合併餐廳（下）》合併兩間餐廳， 沿用「汝好餐廳」名字，之後改名為一家人餐廳，昌盛街舊街拆遷改造重建時，在列家村開設「蘇記士多」 於搬回昌盛街時順道結業，现在在荔湾人家旅馆旁开设007便利店（現已更名為本地郎便利店） 2003年第501集《風水輪流轉（一）》起出场 |
| 陳戈                                        | 吴多美           | 阿美、肥妹（蘇貴元專稱） 苏威艾、何二芳之兒媳婦 苏贵元之妻，昌盛街舊街拆遷改造重建時，在列家村開設「蘇記士多」 於搬回昌盛街時順道結業，现在在荔湾人家旅馆旁开设007便利店（現已更名為本地郎便利店） 蘇喜兒之母 2004年起出场 名字諧音「唔多美」（不怎麼漂亮） |
| 张倩僮                                      | 蘇喜兒           | 喜兒 苏威艾、何二芳之孫女 苏贵元、吴多美之女 蘇妙嬋之姪女 康天庥之表妹 |
| 赵世林                                      | 黄 生            | 康祈耀之岳父 黄菲之父 康枝子之外公 2004年起出场 |
| 騰英                                        | 黄 太            | 康祈耀之岳母 黄菲之母 康枝子之外婆 2004年起出场 |
| 黑澤恩                                      | 戴希臣           | 康祈祖之岳父，戴安娜之父 已与戴安娜母亲离婚，并多次表示希望变性 康保罗之外公 2007年起出场 |
| 李翠翠                                      | 何愛群           | 苏妙婵之舊同學兼親家，初與其不和，最後和好 康天庥之岳母 羅飛雁之母 2019年起出场 |
| 马琪君、马小倩                              | 曾由美           | 由美 胡幸子的表妹 康而寿的干女儿 多多之母 約1980年出生 喜洋洋影视公司职员 2001年起出场 能說流利粵語，2006年起計的集數中其戲份中已有不少粵語對白 |
| 周子琳                                      | 多多             | 曾由美之女 |
| 黃俊英                                      | 富川龍           | 褲穿窿 苏贵元之乾爺，經常整蛊人而樂，天生怕老婆，他老婆的聲音像白谷靜（祝師奶） 2009年起出场 名字諧音「褲穿窿」（褲子穿洞） |
| Lý Diễm Linh                                | Bà Tế            | 康而麗的養母，康而寿的后母（細媽） 2004年起出场 |

| Người quen (街坊、同事、朋友) | Danh tính      | Lai lịch |
| ----------------------------- | -------------- | --- |
| Thư Lực Sinh                  | Bạch Cốc Tĩnh  | 祝師奶、祝姑娘、祝姐姐、竹絲雞、白骨精 康家鄰居 名字普通話諧音白骨精 1942年於馬來西亞出生 曾暗戀康而壽 為人迷信、吝嗇、聒噪潑辣、說話尖酸刻薄，經常不認老，但有時會出手幫康家及租客解決疑難及問題 丈夫己去世，現與楊成通同居 曾在大馬因生意破產 2000年首次出場 祝婉玲之母 马小龙之外婆 為祝家大屋包租婆, 经常和李彩娇、陈想妹针锋相对。 |
| Hoàng Tuệ Di                  | Chúc Uyển Linh | 婉玲、祝碗玲（蘇妙嬋偶稱，僅用於第588集） 白谷静之女 白谷静曾希望讓女儿嫁給康祈耀，但最終嫁給上海人胡懷昔 第一集首次出場 2005年離開劇組，剧中交代随丈夫到上海生活 马小龙之母 |
| 張葉石                        | 胡懷昔         | 祝婉玲之夫 胡幸子表哥 2001年首次出場、2003年離開剧組 |
| 譚俊彥                        | 馬小龍         | 小籠包 祝婉玲之子 白谷静之外孫 上海出生，後來到廣州生活 2014年起出場 |
| 陳耀祥                        | 關坦明         | 明仔、孱仔明、躝癱明 昌盛街街坊 1963年出生 體型的瘦削程度僅次於康祈宗 康祈宗的宿敵 初出場時為白粉拆家，更曾為了買白粉而打劫康家 經常招搖撞騙，更多次陷害康祈宗夫婦 及後康祈宗轉行飲食業後也隨着開了一家大排檔 2001年首次出場，名字諧音躝癱明 |
| 邵立人（於2012年5月病逝）     | 梁細蝦         | 梁伯、肥佬梁、屎棋梁 昌盛街街坊 康而壽的棋友 唱粵曲 僅在早期有客串性的配角演出 2001年出場 |
| 譚為基                        | 楊成通         | 通叔、羊城通 昌盛街街坊 康而壽的棋友 妻子已去世，現與白谷静同居 马小龙之继外公 名字與羊城通同音 |
| 關聰                          | 關義江         | 關叔 昌盛街街坊 康而壽的棋友 明仔之父 2000年首次出場 名字諧音關二哥 |
| [...]                         | 明仔           | 关义江之子 |
| 周寧                          | 洪八姑         | 八姑 昌盛街街坊 |
| 葉孜慧                        |                | 葉主任 昌盛街街道辦主任 本劇剪接人員之一客串演出。2002年出場 |
| 魯牛                          | 阿昌           | 番薯昌、昌哥 昌盛街街坊 康祈宗、蘇妙嬋之宿敵 為人奸詐、不老實 經常陷害康祈宗 之後曾一度入獄，出獄後已從良 在早期有客串性的配角演出，2019年再度出場 |
| 趙志萍                        | 昌太           | 阿昌老婆 為人奸詐、不老實 2001年出場 |
| 楊立民                        | 達老貢         | 來自河南 常香蘭的表哥 2000年出場、2005年離開剧组 |
| 舒晨                          | 张永芳         | 阿中 常香兰的河南老乡 2000年出場、2005年離開剧组 |
| 吳蘇妹                        | 李彩嬌         | 阿嬌、嬌姐、嬌姨、傻婆嬌、蕃薯嬌 來自粵西茂名一帶（也曾改過湛江），育有5個兒女（4個女兒和1個兒子，但在該劇起初是設定其有5個兒子），稱他們為「五隻化骨龍」 操帶濃重口音的粵語 激動時經常揮舞著菜刀、鍋鏟或其它手中握著的東西說話 自其老公去世後，一直渴望嫁人，且對對象沒有太大要求 2001年出場，並客串成一個做鐘點工的中年婦女，其後在2002年汝好茶餐廳開張後正式出場 与白谷静、陈想妹针锋相对 一家人餐廳的主廚，後因昌盛街升級改造，成為唐湯堂的主廚，現在在荔灣人家旅館旁開設神廚俏嬌娃私房菜餐廳（现已更名为外來媳婦為食嬌餐廳） 曾連續被騙多次，共計幾十萬元，後勉強才追回大半 |
| 劉麗丹                        | 李大嬌         | 大嬌、大妹 李彩嬌之长女 李二嬌，李三嬌，李四嬌，李小寶之大姐 五姊弟之中唯一一個會與母親一樣操帶濃重口音的粵語 |
| 利洁莹                        | 李二嬌         | 二嬌、二妹 李彩嬌之次女 李大嬌之二妹 李三嬌，李四嬌，李小寶之二姐 |
| 王琪飞                        | 李三嬌         | 三嬌、三妹 李彩嬌之三女 李大嬌，李二嬌之三妹 李四嬌，李小寶之三姐 |
| 梁子媛                        | 李四嬌         | 四嬌、四妹 李彩嬌之孻女 李大嬌，李二嬌，李三嬌之四妹 李小寶之四姐 喜洋洋影視公司兼職員工 |
| 梁津                          | 李小寶         | 小寶 李彩嬌之孻子 李大嬌，李二嬌，李三嬌，李四嬌之弟 |
| 張和平                        | 陳想妹         | 作家、老作 來自浙江，2003年出場 昌盛街街坊，祝師奶家大屋的租客，後因昌盛街升級改造搬到列家村成為列家村村長助理, 後被村長開除，最後返回昌盛街後為葉主任的助手 為人小器、貪心、相當摳門，一直想認識女朋友但不得要領 与白谷静、李彩娇针锋相对 曾追求朱麗雅，現在是華女的男朋友 十分討厭自己的名字 另分飾陳想財 |
| 楊漢生                        | 麥 總          | 一家小公司的總裁，祝師奶家大屋的舊租客 本在家鄉已有一妻子和一個兒子，但到廣州就與湖南女子阿娟相戀，及後兩者決裂 後離開祝師奶家 僅在早期有客串性的配角演出 |
| 馬婷                          | 阿 娟          | 來自湖南 與麥總相戀 僅在早期有客串性的配角演出 |
| 張蓉蓉                        | 江明珠         | 野模、高妹、高腳七 來自黑龍江省哈爾濱市郊區 時裝模特兒 1981年出生 為人囂張 祝師奶家大屋的舊租客 僅在早期有客串性的配角演出 |
| 林以政                        | 侯瑞威         | 口水威、猪八戒、豬嘜（康祈祖專用） 肥胖,與康祈耀同齡，求學時期曾經與之就讀同一級 多年留級後與康祈祖同級中學畢業 曾結婚三次，現單身, 他想去月球遇嫦娥時, 天庥說他就是猪八戒 不時以不同職業身份出現街坊面前, 與孱仔明常佔街坊便宜, 賴賬, 但為人孝順 |
| 鄺祖樂                        | 冼展崔         | 冼師奶、冼姑娘、洗剪吹、阿崔、乸型 胡翠紅之夫 洗白白之父 康祈光髮廊的理髮師、現在在荔灣人家旅館裡開設龍門飛髮髮廊 有時行為舉止非常女性化 2007年起出場 於第3603集起性格大變，並逐步摒除女性化行為 名字取自洗剪吹 |
| 李靜                          | 胡翠紅         | 冼展崔之妻 洗白白之母 常香蘭的河南老鄉 2007年起出場 於第3603集意外發現自己懷孕 |
| 钟伯钧                        |                | 洗白白 冼展崔和胡翠紅之子 |
| 劉效國（於2013年5月25日病逝） | 趙海明         | 趙處、處長 康祈耀、黃菲的前上司 2000年起出場 |
| 劉亞菲                        | 趙 太          | 處太 趙海明之妻 2001年起出場 |
| 伍 燕                         | 朱麗雅         | 朱處、處長 康祈耀、黃菲的新上司 朱利安之姊 2014年起出場 患些許臉盲症, 分不清二胖子貴元和口水威 曾被陳想妹追求 |
| 梁山山                        | 朱利安         | 安仔 朱麗雅之弟 2018年起出場 2019年加入喜洋洋影視公司成為員工 |
| 宋致紅                        | 張 姨          | 康祈耀、黃菲的同事 2004年起出場 |
| 羅嘉菲                        | 程 晴          | 晴晴 康祈耀、黃菲的同事 2004年起出場 |
| 李衛東                        | 牛三星         | 牛哥、牛魔王 康祈祖的老闆，喜洋洋影視公司老闆，於2019年退休 常香蘭的河南老鄉，唐國敏丈夫 2001年起出場 |
| 禤智紅                        | 唐國敏、唐幗敏 | 唐小姐、老姑婆、唐唐 康祈祖前上司及同事，前艾菲爾公司及威瑞（中國）有限公司總經理，喜洋洋影視公司職員，於2019年牛哥退休後跟著離職 中年獨身女性，在中了同事陰差陽錯詭計後現為牛哥第二任妻子 自「桃花劫」一集起，暗戀康祈祖，亦曾明戀康祈耀 在第2集客串婚介所员工 口頭禪：「Shut up!」「你同我OUT!」 2000年起出場 |
| 黃俊淇                        | 林德奇         | 阿奇﹑無定企 康祈祖的同事，前艾菲爾公司及威瑞（中國）有限公司，喜洋洋影視公司職員 愛貪點小便宜，經常被康祈祖整蠱，故而也常與公司其他同事一起整蠱阿祖 2001年起出場，后于2011年離開剧組 |
| 黃曉華                        | 黃小華         | 華女 康祈祖的同事，喜洋洋影視公司職員，作家的女朋友 2003年起出場 |
| 吳曉君                        | 阿 君          | 康祈祖的同事，前艾菲爾公司及威瑞（中國）有限公司，喜洋洋影視公司職員 2001年起出場 |
| 廖延君                        | 廖仁君         | 君仔 康祈祖的同事，喜洋洋影視公司職員 2012年起出場 |
| 趙奔                          | 趙鯤           | 前喜洋洋影視公司職員，現在昌盛街開設公司 大嬌的丈夫 |
| 王从希                        | 薇薇安         | 羅飛雁的同事 里約文化公司職員 2018年起出場 |
| 姚佩佩                        | 莎莎           | 羅飛雁的同事 里約文化公司職員 2018年起出場 |
| 李建龍                        | 列漢球         | 列家村村長 列小球之父 2010年起出場 列家村村名影射獵德村 |
| 黎明明                        | 列小球         | 列漢球之子 列家村村民 2010年起出場 |
| 何浩鵬                        | 唐連偶         | 大碌偶 唐湯堂老闆 唐莲子之兄 列家村村民 2010年起出場 名字與糖蓮藕同音 |
| 羅心悅                        | 唐蓮子         | 唐連偶之妹 列家村村民 2010年起出場 名字與糖蓮子同音 |
| 梁少波                        | 列全德         | 德叔 列家村村民 列家诚之兄 列有银之父 劇中交待已去世，為本劇中第一個交待己去世的人 2010年起出場 |
| 李偉生                        | 列家誠         | 誠叔 列全德之弟 列有银之叔 列家村村民 2014年起出場代兄長去管教列有銀，反對列有銀和康而麗一起，後接受兩人戀情 曾提出自己娶了細妈即康而麗養母這妙計，使列有銀就算成了入贅女婿也不用改姓康 與蘇妙嬋有過短暫交往，於2019年與列彩蝶復合並結婚 |
| 李池湘                        | 列彩蝶         | 列家诚之初戀情人，於2019年復合並結婚 列家村村民 2018年起初出場，聯同鬼頭堅/昌企圖詐騙列家诚，事敗後最終入獄，出獄後被列家诚安排列家入住 |
| 龔潔影                        | 王冰冰         | 冰冰 荔灣人家家庭旅館服務員、前天庥班长 2006年起出場，天庥未結婚前追求的女神 |
| 冼嘉俐                        | 康圓圓         | 圆圆 荔灣人家家庭旅館服務員 2013年起出場 來自陽江的大企業千金，但不願意回家繼承家業 |
| 王茗心                        | 康月圓         | 月圆 荔灣人家家庭旅館服務員 2020年起出場 來自陽江的大企業千金，但不願意回家繼承家業 |
| 武金川                        | 老 牛          | 前昌盛街垃圾清理工 已退休回鄉 2001年出場 |
| 劉效國                        | 李幹事         | 康祈耀公司幹事 本劇導演客串 2001年出場 |
| 潘亞曼                        | 愛 妹          | 康祈宗鋪頭的員工 第69及70集出場 |
| 賈健美                        | 洪 總          | 美人廣告有限公司總經理 康祈光上司 康祈光曾為他捉賊 第91及92集出場 |
| 李跃辉                        | 梁家英         | 哭包英、家英哥、英姑 蘇妙嬋的舊同學 梁玉婷之父 2018年出場 |
| 許嘉文                        | 梁玉婷         | 婷婷 蘇妙嬋的舊同學的女兒 梁家英之女 罗飞雁之情敌，後和好成為好友 康天庥之好友 喜欢康天庥，最後放棄 最後成為包丁之女友 2018年出場 |
| 西门口                        | 包 丁          | 康天庥之情敌 何爱群在巴西为罗飞雁挑选的结婚对象 最後成為梁玉婷之男友 2019年出場 |

## Kĩ thuật
Bộ phim được thực hiện theo hình thức cuốn chiếu, đều đặn chế tác từ cuối năm 2000 tới nay và được công nhận là phim có thời lượng dài nhất lịch sử điện ảnh truyền hình Hoa ngữ. Phim bắt đầu lên sóng kênh truyền hình Châu Giang từ ngày 04 tháng 11 năm 2000, có những thời điểm đạt tỉ suất khán giả cao nhất toàn Trung Quốc đại lục và thường xuyên lập kì tích nhờ nội dung dễ hiểu, vui nhộn. Cho tới thời điểm 08 tháng 05 năm 2021, đã có chính xác 3956 tập (mỗi tập chỉ khoảng 25 phút) được công chiếu ở khung giờ vàng 19:00 mỗi thứ Bảy Chủ Nhật hàng tuần, chưa tính những tập hoặc cảnh quay phải cắt bỏ vì nhiều lý do khác nhau.
Vì thuộc dòng phim kinh phí thấp nên nhà chế tác chọn bối cảnh hẹp, nhân sự ít và tiết kiệm tối đa khí tài. Tuy nhiên, từ đầu thập niên 2010, loạt phim được đầu tư tích cực về mặt kĩ xảo điện ảnh để cho ra hình ảnh sắc nét, âm thanh chân thực hơn, đồng thời đỡ tốn thêm các biện pháp thủ công. Cho nên Đài Phát thanh Truyền hình Quảng Đông vẫn coi Những cô dâu nhà họ Khang là đề án trọng điểm để khơi dậy những nét bản sắc Quảng Đông đương đại (đặc biệt là ngôn ngữ), đồng thời hấp dẫn thêm doanh thu quảng cáo và các sản phẩm ăn theo.
- Nhà chế tác: Tăng Tiểu Điện, Ông Hiểu Hoa

## Văn hóa
Trong khoảng 20 năm phát sóng liên tục, Những cô dâu nhà họ Khang trở thành món điểm tâm tinh thần không thể thiếu của người dân Lưỡng Quảng mỗi dịp cuối tuần. Bộ phim chóng được coi là một phần trong kho tàng văn hóa Quảng Đông và cũng gặt hái vô số giải thưởng điện ảnh danh giá ở tầm quốc gia.
Tại Việt Nam, Những cô dâu nhà họ Khang được Đài Truyền hình Việt Nam mua bản quyền khai thác giai đoạn 2004-5, công chiếu trên kênh VTV1 ở khung 17:00 hàng tuần trừ Chủ Nhật. Mặc dù lên sóng ở thời điểm kén khán giả nhưng phim nhận được phản hồi tích cực của lượng lớn công chúng.
Vào năm 2006, ở thời đỉnh điểm trào lưu chuyển thể kịch bản ngoại lai, các nhà khai thác bản quyền truyền hình trực thuộc Đài Truyền hình Việt Nam đã sang Trung Quốc chọn kịch bản hài tình huống vì giá thành dễ chịu hơn những quốc gia khác, những mong có được một đề án thế chỗ được sức thành công của Nhật ký Vàng Anh. Theo Kênh 14, chuyên gia đã tìm được và đánh giá cao kịch bản Những cô dâu nhà họ Khang, nhưng khi đem ý tưởng về thì bị bác vì bộ phim này vừa chiếu xong trên VTV mới một năm, về nguyên tắc là khó làm lại vì dễ thất thu thương mại. Vì thế, kịch bản Những người độc thân vui vẻ được duyệt.

## Liên kết
1. ↑  "广视传媒有限公司挂牌成立_新闻中心_新浪网". 南方日报. Lưu trữ bản gốc ngày 18 tháng 9 năm 2020. Truy cập ngày 28 tháng 8 năm 2020 – qua 新浪娱乐.
2. ↑  "节目表 - 荔枝网 GDTV.CN_广东广播电视台官方网站_提供视频直播点播". epg.gdtv.cn. Lưu trữ bản gốc ngày 18 tháng 9 năm 2020. Truy cập ngày 9 tháng 1 năm 2019.
3. ↑  艾修煜 (ngày 24 tháng 7 năm 2020). "推出选角综艺《我要上外剧》，20岁《外来媳妇本地郎》招新了！". 羊城晚报. Lưu trữ bản gốc ngày 27 tháng 7 năm 2020. Truy cập ngày 28 tháng 8 năm 2020.

- Thông tin Bách Độ Bách Khoa
- 外来媳妇本地郎-荔枝网Lưu trữ ngày 11 tháng 7 năm 2020 tại Wayback Machine

1. ↑  該劇情於2019年5月25日播出的第3951、3952集《來自天堂的祝福》中交代。不过该集剧中角色卻称康祈宗已离开13年，推測應為以郭昶離世的2006年計算